# Bunodosoma sphaerulata
Bunodosoma sphaerulata är en havsanemonart som beskrevs av Brian I. Duerden 1902. Bunodosoma sphaerulata ingår i släktet Bunodosoma och familjen Actiniidae. Inga underarter finns listade i Catalogue of Life.